# 1483
Il 1483 (MCDLXXXIII in numeri romani) è un anno  del XV secolo.

## Eventi
- 15 agosto – Roma: il Papa Sisto IV consacra la Cappella Sistina e la dedica all'Assunta.
- Carlo VIII di Francia succede a Luigi XI di Francia.
- Riccardo III d'Inghilterra succede a Edoardo IV d'Inghilterra.

## Nati
- 12 gennaio - Enrico III di Nassau-Breda, nobile († 1538)
- 4 febbraio - Ridolfo del Ghirlandaio, pittore italiano († 1561)
- 14 febbraio - Babur, sovrano mongolo († 1530)
- 6 marzo - Francesco Guicciardini, scrittore, storico e politico italiano († 1540)
- 21 aprile - Paolo Giovio, vescovo cattolico, storico e medico italiano († 1552)
- 16 maggio - Luigi II di Montpensier, conte († 1501)
- 27 luglio - Stephen Gardiner, vescovo cattolico e politico britannico († 1555)
- 3 settembre - Eric II di Meclemburgo, nobile († 1508)
- 16 ottobre - Gasparo Contarini, cardinale e vescovo cattolico italiano († 1542)
- 24 ottobre - Giovanni da Empoli, mercante e viaggiatore italiano († 1518)
- 26 ottobre - Hans Buchner, compositore, organista e teorico musicale tedesco († 1538)
- 10 novembre - Martin Lutero, teologo tedesco († 1546)
- 16 novembre - Elisabetta del Palatinato, contessa († 1522)
- 23 novembre - Mạc Thái Tổ, imperatore vietnamita († 1541)
- 3 dicembre - Nicolaus von Amsdorf, teologo e vescovo luterano tedesco († 1565)
- 10 dicembre - Tommaso Badia, cardinale italiano († 1547)
- Giovanni Francesco Acquaviva d'Aragona, condottiero italiano († 1527)
- Girolamo Amadei, teologo italiano († 1543)
- Arima Haruzumi, militare giapponese († 1566)
- Simon Bening, miniatore fiammingo († 1561)
- Agostino Busti, scultore italiano († 1548)
- Cacamatzin, re († 1520)
- Gregorio Cortese, cardinale e arcivescovo cattolico italiano († 1548)
- Francesco III Crispo, duca († 1511)
- Giuliano Ughi della Cavallina, religioso e scrittore italiano († 1569)
- Leonardo di Francesco di Lazzaro Malatesta, pittore italiano
- Jacquet da Mantova, compositore francese († 1559)
- Ayas Mehmed Pascià, politico ottomano († 1539)
- Andrea Navagero, poeta, letterato e diplomatico italiano († 1529)
- William Paulet, I marchese di Winchester, politico inglese († 1572)
- Robert Radcliffe, I conte di Sussex, politico britannico († 1542)
- Raffaello Sanzio, pittore e architetto italiano († 1520)
- Satomi Sanetaka, militare giapponese († 1533)
- Wolfgang Schutzbar, tedesco († 1566)
- Anne Stafford, nobile inglese († 1544)
- Damigella Trivulzio, letterata e poetessa italiana († 1527)
- André de Montalembert, militare francese († 1553)
- Fernando de Valdés y Salas, politico e vescovo spagnolo († 1568)
- Felice della Rovere, nobildonna italiana († 1536)

## Morti

### Gennaio
- 13 gennaio - Giovanni de Baffa, francescano italiano
- 20 gennaio - Girolama Borgia, nobildonna romana (n. 1469)
- 22 gennaio - Guillaume d'Estouteville, cardinale, arcivescovo cattolico e abate francese (n. 1403)
- 30 gennaio - Francesco Febo di Navarra, re (n. 1466)

### Febbraio
- 27 febbraio - Guglielmo VIII del Monferrato, marchese (n. 1420)

### Marzo
- 9 marzo - Margherita di Savoia, nobile (n. 1439)
- 17 marzo - Macario di Kaljazin, religioso russo
- 23 marzo - Iolanda d'Angiò, duchessa (n. 1428)

### Aprile
- 9 aprile - Edoardo IV d'Inghilterra, re (n. 1442)
- 24 aprile - Margherita di Borbone-Clermont, duchessa (n. 1438)
- 27 aprile - Alberto VI di Meclemburgo, duca tedesco (n. 1438)

### Maggio
- 6 maggio - Jeonghui di Joseon, regina coreana (n. 1418)
- 9 maggio - Carlo Sforza, nobiluomo italiano (n. 1458)
- 25 maggio - Giacomo Filippo Bertoni, religioso italiano (n. 1454)

### Giugno
- 13 giugno - William Hastings, I barone Hastings, nobile e militare britannico
- 20 giugno - Ferdinando II di Braganza, duca (n. 1430)
- 21 giugno - Elisabetta di Nevers, nobile francese (n. 1439)
- 22 giugno - Jean Rolin, cardinale e vescovo cattolico francese (n. 1408)
- 25 giugno - Richard Grey, politico inglese (n. 1457)
- 25 giugno - Antonio Woodville, nobile britannico

### Luglio
- 16 luglio - Alvise Da Mosto, esploratore e navigatore italiano
- 19 luglio - Costanzo I Sforza, condottiero italiano (n. 1447)
- 31 luglio - Martino Paolo Nibia, umanista, critico letterario e politico italiano

### Agosto
- 5 agosto - Joost de Lalaing, nobile e militare olandese (n. 1437)
- 30 agosto - Luigi XI di Francia, re francese (n. 1423)

### Settembre
- 2 settembre - Ausias Despuig, cardinale e arcivescovo cattolico spagnolo (n. 1423)
- 15 settembre - Giovanni Emo, ambasciatore, diplomatico e militare italiano (n. 1419)
- 19 settembre - Mattia Palmerio, umanista, filologo e storico italiano (n. 1423)

### Ottobre
- 7 ottobre - Ferry de Clugny, cardinale e vescovo cattolico francese (n. 1430)
- 9 ottobre - Giovanni Romei, nobile e mercante italiano (n. 1402)
- 21 ottobre - Francesco Gonzaga, cardinale e vescovo cattolico italiano (n. 1444)
- 27 ottobre - Fra Domenico di Giovanni, teologo e religioso italiano (n. 1404)
- 31 ottobre - Johann zu Solms, conte tedesco (n. 1464)

### Novembre
- 2 novembre - Henry Stafford, II duca di Buckingham, militare inglese (n. 1455)

### Dicembre
- 1º dicembre - Carlotta di Savoia, principessa (n. 1441)
- 3 dicembre - Matthijs de Layens, architetto fiammingo
- 25 dicembre - Antonia Malatesta, nobildonna italiana (n. 1451)
- 31 dicembre - Gilles Joye, compositore francese

### Senza giorno specificato
- Adriano di Oudenbosch, monaco cristiano tedesco
- Antonio da Vercelli, francescano, predicatore e scrittore italiano
- Loise Coppola, armatore italiano
- Corrado da Cuneo, mercante e politico italiano
- Giacomo Cusani, diplomatico e politico italiano (n. 1418)
- Edoardo V d'Inghilterra, re (n. 1470)
- Federico di Saluzzo, vescovo cattolico italiano (n. 1442)
- Antonio Federighi, scultore e architetto italiano
- Giovanni XII di Alessandria, vescovo cristiano orientale egiziano
- Giovanni Marliani, medico, filosofo e astrologo italiano (n. 1420)
- William Parr, I barone Parr di Kendal, nobile britannico (n. 1434)
- Riccardo Plantageneto, I duca di York, duca britannico (n. 1473)
- Stefano d'Antonio di Vanni, pittore italiano
- Erzsébet Szilágyi, sovrano ungherese (n. 1410)
- Tezozomoctli (n. 1415)
- Giovanni Antonio Ventimiglia, nobile e condottiero italiano (n. 1445)
- Pietro Benvenuto degli Ordini, architetto italiano

## Calendario
| Calendario 1483 | Calendario 1483 | Calendario 1483 | Calendario 1483 | Calendario 1483 | Calendario 1483 | Calendario 1483 | Calendario 1483 | Calendario 1483 | Calendario 1483 | Calendario 1483 | Calendario 1483 | Calendario 1483 | Calendario 1483 | Calendario 1483 | Calendario 1483 | Calendario 1483 | Calendario 1483 | Calendario 1483 | Calendario 1483 | Calendario 1483 | Calendario 1483 | Calendario 1483 | Calendario 1483 | Calendario 1483 | Calendario 1483 | Calendario 1483 | Calendario 1483 | Calendario 1483 | Calendario 1483 | Calendario 1483 | Calendario 1483 | Calendario 1483 |
| --------------- | --------------- | --------------- | --------------- | --------------- | --------------- | --------------- | --------------- | --------------- | --------------- | --------------- | --------------- | --------------- | --------------- | --------------- | --------------- | --------------- | --------------- | --------------- | --------------- | --------------- | --------------- | --------------- | --------------- | --------------- | --------------- | --------------- | --------------- | --------------- | --------------- | --------------- | --------------- | --------------- |
|                 | 1               | 2               | 3               | 4               | 5               | 6               | 7               | 8               | 9               | 10              | 11              | 12              | 13              | 14              | 15              | 16              | 17              | 18              | 19              | 20              | 21              | 22              | 23              | 24              | 25              | 26              | 27              | 28              | 29              | 30              | 31              |                 |
| Gennaio         | Me              | Gi              | Ve              | Sa              | Do              | Lu              | Ma              | Me              | Gi              | Ve              | Sa              | Do              | Lu              | Ma              | Me              | Gi              | Ve              | Sa              | Do              | Lu              | Ma              | Me              | Gi              | Ve              | Sa              | Do              | Lu              | Ma              | Me              | Gi              | Ve              |                 |
| Febbraio        | Sa              | Do              | Lu              | Ma              | Me              | Gi              | Ve              | Sa              | Do              | Lu              | Ma              | Me              | Gi              | Ve              | Sa              | Do              | Lu              | Ma              | Me              | Gi              | Ve              | Sa              | Do              | Lu              | Ma              | Me              | Gi              | Ve              |                 |                 |                 |                 |
| Marzo           | Sa              | Do              | Lu              | Ma              | Me              | Gi              | Ve              | Sa              | Do              | Lu              | Ma              | Me              | Gi              | Ve              | Sa              | Do              | Lu              | Ma              | Me              | Gi              | Ve              | Sa              | Do              | Lu              | Ma              | Me              | Gi              | Ve              | Sa              | Do              | Lu              |                 |
| Aprile          | Ma              | Me              | Gi              | Ve              | Sa              | Do              | Lu              | Ma              | Me              | Gi              | Ve              | Sa              | Do              | Lu              | Ma              | Me              | Gi              | Ve              | Sa              | Do              | Lu              | Ma              | Me              | Gi              | Ve              | Sa              | Do              | Lu              | Ma              | Me              |                 |                 |
| Maggio          | Gi              | Ve              | Sa              | Do              | Lu              | Ma              | Me              | Gi              | Ve              | Sa              | Do              | Lu              | Ma              | Me              | Gi              | Ve              | Sa              | Do              | Lu              | Ma              | Me              | Gi              | Ve              | Sa              | Do              | Lu              | Ma              | Me              | Gi              | Ve              | Sa              |                 |
| Giugno          | Do              | Lu              | Ma              | Me              | Gi              | Ve              | Sa              | Do              | Lu              | Ma              | Me              | Gi              | Ve              | Sa              | Do              | Lu              | Ma              | Me              | Gi              | Ve              | Sa              | Do              | Lu              | Ma              | Me              | Gi              | Ve              | Sa              | Do              | Lu              |                 |                 |
| Luglio          | Ma              | Me              | Gi              | Ve              | Sa              | Do              | Lu              | Ma              | Me              | Gi              | Ve              | Sa              | Do              | Lu              | Ma              | Me              | Gi              | Ve              | Sa              | Do              | Lu              | Ma              | Me              | Gi              | Ve              | Sa              | Do              | Lu              | Ma              | Me              | Gi              |                 |
| Agosto          | Ve              | Sa              | Do              | Lu              | Ma              | Me              | Gi              | Ve              | Sa              | Do              | Lu              | Ma              | Me              | Gi              | Ve              | Sa              | Do              | Lu              | Ma              | Me              | Gi              | Ve              | Sa              | Do              | Lu              | Ma              | Me              | Gi              | Ve              | Sa              | Do              |                 |
| Settembre       | Lu              | Ma              | Me              | Gi              | Ve              | Sa              | Do              | Lu              | Ma              | Me              | Gi              | Ve              | Sa              | Do              | Lu              | Ma              | Me              | Gi              | Ve              | Sa              | Do              | Lu              | Ma              | Me              | Gi              | Ve              | Sa              | Do              | Lu              | Ma              |                 |                 |
| Ottobre         | Me              | Gi              | Ve              | Sa              | Do              | Lu              | Ma              | Me              | Gi              | Ve              | Sa              | Do              | Lu              | Ma              | Me              | Gi              | Ve              | Sa              | Do              | Lu              | Ma              | Me              | Gi              | Ve              | Sa              | Do              | Lu              | Ma              | Me              | Gi              | Ve              |                 |
| Novembre        | Sa              | Do              | Lu              | Ma              | Me              | Gi              | Ve              | Sa              | Do              | Lu              | Ma              | Me              | Gi              | Ve              | Sa              | Do              | Lu              | Ma              | Me              | Gi              | Ve              | Sa              | Do              | Lu              | Ma              | Me              | Gi              | Ve              | Sa              | Do              |                 |                 |
| Dicembre        | Lu              | Ma              | Me              | Gi              | Ve              | Sa              | Do              | Lu              | Ma              | Me              | Gi              | Ve              | Sa              | Do              | Lu              | Ma              | Me              | Gi              | Ve              | Sa              | Do              | Lu              | Ma              | Me              | Gi              | Ve              | Sa              | Do              | Lu              | Ma              | Me              |                 |